# Willemetia
Willemetia is een geslacht uit de composietenfamilie (Asteraceae). Het geslacht telt twee soorten die voorkomen in Europa, de Kaukasus en Iran.

## Soorten
- Willemetia stipitata Cass.
- Willemetia tuberosa Fisch. & C.A.Mey. ex DC.